# Despina Papamichailová
Despina Papamichailová (řecky Δέσποινα Παπαμιχαήλ, Despina Papamichail, * 9. února 1993 Preveza, Epirus) je řecká profesionální tenistka. V sérii WTA 125 vybojovala dvě deblové trofeje. V rámci okruhu ITF získala patnáct titulů ve dvouhře a třicet osm ve čtyřhře.
Na žebříčku WTA byla ve dvouhře nejvýše klasifikována v říjnu 2022 na 143. místě a ve čtyřhře v prosinci 2023 na 93. místě. Trénuje ji Španěl Roberto Ortega Olmedo.
V řeckém týmu Billie Jean King Cupu debutovala v roce 2010 blokem jerevanské 2. skupiny euroafrické zóny proti Lichtenštejnsku, v němž vyhrála s Georgatouovou čtyřhru nad Novakovou a Vogtovou. Řekyně zvítězily 3–0 na zápasy. Do září 2024 v soutěži nastoupila k třiceti osmi mezistátním utkáním s bilancí 15–13 ve dvouhře a 16–16 ve čtyřhře.
Řecko reprezentovala na Letních olympijských hrách 2024 v Paříži, kde nastoupila s Marií Sakkariovou do čtyřhry. Na úvod podlehly čtvrtým nasazeným Američankám Danielle Collinsové s Desirae Krawczykovou.

## Tenisová kariéra
V kvalifikační soutěži okruhu WTA Tour debutovala říjnovým BGL Luxembourg Open 2013, do níž jako 406. hráčka žebříčku musela obdržet divokou kartu. Přes Chorvatku Tenu Lukasovou prošla do druhé fáze, kde ji přehrála Češka Tereza Smitková z třetí stovky klasifikace.

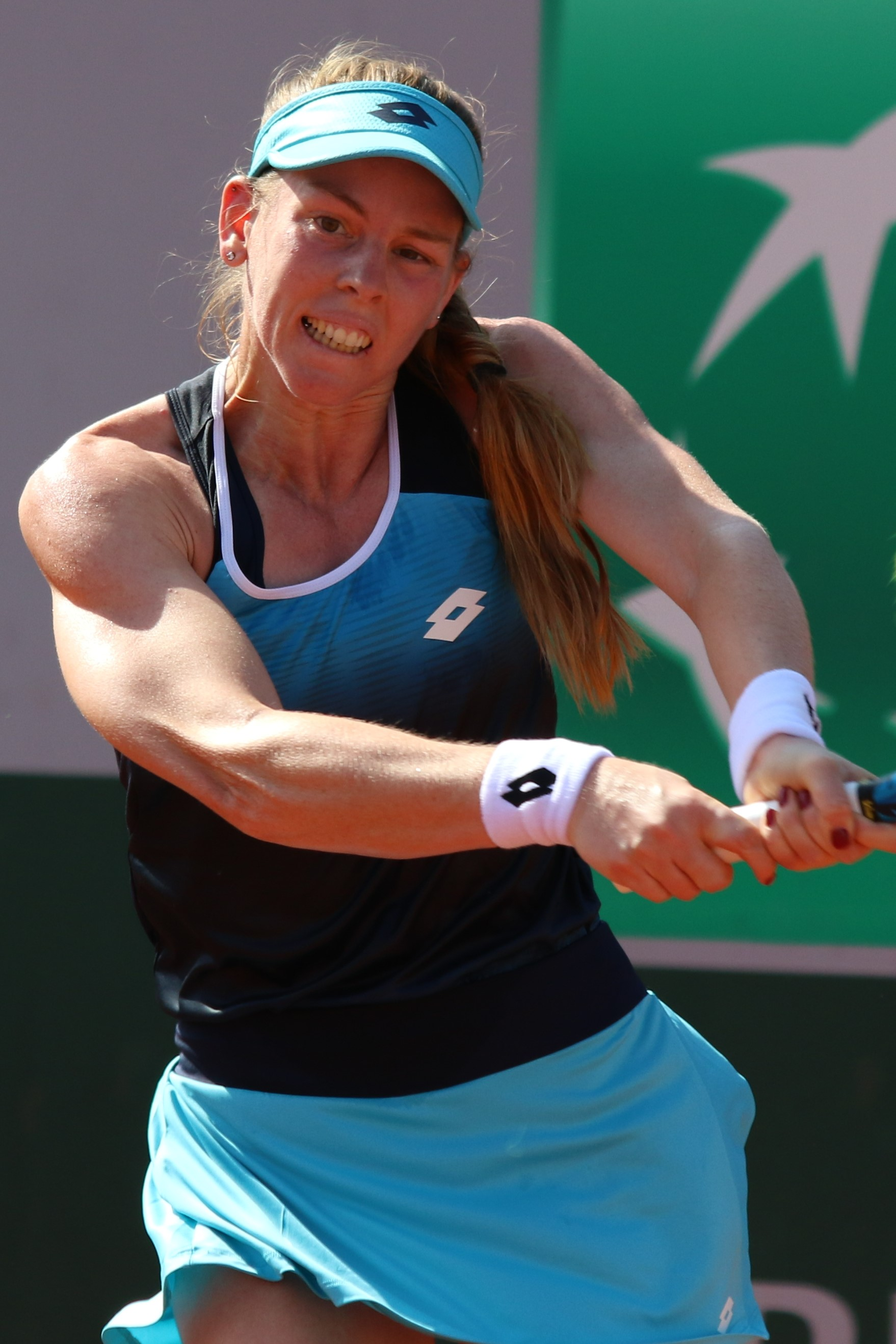
Bekhend v kvalifikaci French Open 2022

V hlavní soutěži túry WTA se poprvé objevila ve čtyřhře Gastein Ladies 2015, antukového turnaje v lázeňském Bad Gasteinu. Se Slovinkou Nastjou Kolarovou však podlehly polsko-ukrajinskému páru  Katarzyna Piterová a Maryna Zanevská až v rozhodujícím supertiebreaku.
Do dvouhry okruhu WTA Tour poprvé zasáhla na lednovém Abu Dhabi WTA Women’s Tennis Open 2021 z kategorie WTA 500, dodatečně zařazené události kvůli pandemii covidu-19. V závěru kvalifikace přitom podlehla Jang Čao-süan a do hlavní soutěže se dostala až jako šťastná poražená po odhlášení Cîrsteaové kvůli zranění břicha. Časnou abúzabskou porážku utržila od světové šestky Karolíny Plíškové. První vítězná utkání dvouhry zaznamenala během sezóny 2022, když zvládla vstup do budapešťského Hungarian Grand Prix, tokijského Toray Pan Pacific Open a monastirského Jasmin Open. Nikdy však nepřekročila hranici druhého kola, po porážkách od Anny Bondárové, světové dvanáctky Garbiñe Muguruzaové a pozdější monastirské šampionky Elise Mertensové z páté desítky žebříčku.
Od US Open 2021 do Wimbledonu 2024 neuspěla ve dvanácti grandslamových kvalifikacích v řadě. Nejblíže postupu do dvouhry měla v závěrečném kvalifikačním kole Wimbledonu 2023, z něhož odešla poražena od Švýcarky Viktorije Golubicové.

## Finále série WTA 125

### Čtyřhra: 3 (2–1)
| Legenda       |
| ------------- |
| WTA 125 (2–1) |

| Stav       | č. | datum         | turnaj                  | povrch | spoluhráčka                | soupeřky ve finále                        | výsledek         |
| ---------- | -- | ------------- | ----------------------- | ------ | -------------------------- | ----------------------------------------- | ---------------- |
| Finalistka | 1. | listopad 2021 | Buenos Aires, Argentina | antuka | María Lourdes Carléová     | Irina Baraová Jekatěrine Gorgodzeová      | 7–5, 5–7, [4–10] |
| Vítězka    | 1. | srpen 2023    | Barranquilla, Kolumbie  | tvrdý  | Valentini Grammatikopoulou | Yuliana Lizarazová María Paulina Pérezová | 7–6(7–2), 7–5    |
| Vítězka    | 2. | prosinec 2023 | Buenos Aires, Argentina | antuka | María Lourdes Carléová     | María Paulina Pérezová Sofia Sewingová    | 6–3, 4–6, [11–9] |

## Tituly na okruhu ITF
| Legenda                    | Legenda                       |
| Turnaje okruhu ITF         | Turnaje okruhu ITF            |
| -------------------------- | ----------------------------- |
| Turnaje W100 (100 000 $)   | Turnaje W80 (80 000 $)        |
| Turnaje W75/W60 (60 000 $) | Turnaje W50/W40 (50/40 000 $) |
| Turnaje W35/W25 (25 000 $) | Turnaje W15/W10 (15/10 000 $) |

### Dvouhra (15 titulů)
| Č.  | datum         | turnaj                    | kategorie | povrch     | poražená finalistka  | výsledek         |
| --- | ------------- | ------------------------- | --------- | ---------- | -------------------- | ---------------- |
| 1.  | září 2010     | Mytiléna, Řecko           | 10 000    | tvrdý      | Anna Zajaová         | 3–6, 6–3, 7–5    |
| 2.  | duben 2011    | Vic, Španělsko            | 10 000    | antuka     | Victoria Larrièreová | 7–6(10), 6–1     |
| 3.  | květen 2011   | Heráklion, Řecko          | 10 000    | tvrdý      | Nicole Rottmannová   | 6–1, 3–6, 6–2    |
| 4.  | červen 2014   | Šarm aš-Šajch, Egypt      | 10 000    | tvrdý      | Anna Morginová       | 6–1, 6–3         |
| 5.  | květen 2017   | Akko, Izrael              | 15 000    | tvrdý      | Sadafmoh Tolibovová  | 6–1, 6–2         |
| 6.  | červenec 2017 | Tel Aviv, Izrael          | 15 000    | tvrdý      | Estelle Cascinová    | 7–6(4), 6–3      |
| 7.  | červenec 2017 | Prokuplje, Srbsko         | 15 000    | antuka     | Maryna Černyšovová   | 3–6, 7–6(5), 6–3 |
| 8.  | září 2017     | Antalya, Turecko          | 15 000    | antuka     | Bárbara Gaticová     | 6–3, 6–3         |
| 9.  | září 2017     | Antalya, Turecko          | 15 000    | antuka     | Carolina Alvesová    | 6–1, 6–4         |
| 10. | září 2017     | Antalya, Turecko          | 15 000    | antuka     | Raluca Șerbanová     | 3–6, 6–2, 7–6(6) |
| 11. | květen 2018   | San Severo, Itálie        | 15 000    | antuka     | Simona Waltertová    | 6–1, 6–2         |
| 12. | duben 2019    | Káhira, Egypt             | 15 000    | antuka     | Nastja Kolarová      | 6–3, 4–6, 6–4    |
| 13. | červenec 2019 | Getxo, Španělsko          | 25 000    | antuka (h) | Sandra Samirová      | 6–2, 6–4         |
| 14. | červenec 2019 | Aschaffenburg, Německo    | 25 000    | antuka     | Jule Niemeierová     | 6–2, 5–7, 6–2    |
| 15. | červen 2021   | Charleston, Spojené státy | 60 000    | antuka     | Gabriela Céová       | 1–6, 6–3, 6–3    |

### Čtyřhra (38 titulů)
| Č.  | datum         | turnaj                        | kategorie | povrch    | spoluhráčka                  | poražené finalistky                            | výsledek            |
| --- | ------------- | ----------------------------- | --------- | --------- | ---------------------------- | ---------------------------------------------- | ------------------- |
| 1.  | únor 2012     | Bron, Francie                 | 10 000    | tvrdý (h) | Diāna Marcinkēvičová         | Justine Ozgová Isabella Šinikovová             | 7–5, 7–5            |
| 2.  | březen 2012   | Dijon, Francie                | 10 000    | tvrdý (h) | Diāna Marcinkēvičová         | Jana Sizikovová Alison Van Uytvancková         | 7–5, 7–6(7)         |
| 3.  | červenec 2012 | Turín, Itálie                 | 10 000    | antuka    | Lucia Cervera-Vazquezová     | Estelle Guisardová Katharina Negrinová         | 3–6, 6–3, [10–6]    |
| 4.  | srpen 2012    | Locri, Itálie                 | 10 000    | antuka    | Sara Sorribesová Tormová     | Kana Danielová Nastassija Rubělová             | 6–1, 6–0            |
| 5.  | únor 2013     | Šarm aš-Šajch, Egypt          | 10 000    | tvrdý     | Alice Savorettiová           | Elena-Teodora Cadarová Patricia Maria Țigová   | 6–3, 6–4            |
| 6.  | duben 2013    | San Severo, Itálie            | 10 000    | antuka    | Giulia Sussarellová          | Martine Ditlevová Malou Ejdesgaardová          | 6–1, 6–4            |
| 7.  | srpen 2013    | Locri, Itálie                 | 10 000    | antuka    | Federica di Sarraová         | Alice Matteucciová Camilla Rosatellová         | 6–3, 3–6, [10–4]    |
| 8.  | duben 2014    | Heráklion, Řecko              | 10 000    | tvrdý     | Polina Lejkinová             | Marie Benoîtová Kimberley Zimmermannová        | 6–2, 6–2            |
| 9.  | červen 2014   | Šarm aš-Šajch, Egypt          | 10 000    | tvrdý     | Arabela Fernández Rabenerová | Mai El Kamashová Yasmin Hamzaová               | 6–3, 6–3            |
| 10. | září 2014     | Sofie, Bulharsko              | 25 000    | antuka    | Lina Gjorčeská               | Rebecca Šramková Julia Terzijská               | 6–1, 6–4            |
| 11. | prosinec 2014 | Nová Bombaj, Indie            | 25 000    | tvrdý     | Nina Stojanovićová           | Miyabi Inoueová Miki Mijamurová                | 7–6(5), 6–2         |
| 12. | květen 2015   | Pula, Itálie                  | 25 000    | antuka    | Nastja Kolarová              | Diana Buzeanová Alice Matteucciováová          | 6–1, 1–6, [10–8]    |
| 13. | květen 2015   | Šarm aš-Šajch, Egypt          | 10 000    | tvrdý     | Alice Matteucciová           | Elena-Teodora Cadarová Eleni Kordolaimiová     | 6–3, 6–4            |
| 14. | červen 2015   | Šarm aš-Šajch, Egypt          | 10 000    | tvrdý     | Alice Matteucciová           | Grace Dixonová Ella Leivová                    | 6–1, 6–3            |
| 15. | červenec 2015 | Řím, Itálie                   | 25 000    | antuka    | Claudia Giovineová           | Tara Mooreová Conny Perrinová                  | 6–4, 7–6(2)         |
| 16. | srpen 2015    | Woking, Spojené království    | 25 000    | tvrdý     | Claudia Giovineová           | Harriet Dartová Katy Dunneová                  | 6–2, 6–1            |
| 17. | září 2015     | Antalya, Turecko              | 10 000    | tvrdý     | Nina Stojanovićová           | Cristiana Ferrandová Chiara Grimmová           | 1–6, 6–1, [10–5]    |
| 18. | září 2015     | Pula, Itálie                  | 10 000    | antuka    | Carla Toulyová               | Nina Stadlerová Kimberley Zimmermannová        | 6–3, 6–4            |
| 19. | únor 2016     | Hammámet, Tunisko             | 10 000    | antuka    | Chantal Škamlová             | Petra Janusková Svjatlana Piraženková          | 6–2, 6–7(5), [10–5] |
| 20. | březen 2016   | Hammámet, Tunisko             | 10 000    | antuka    | Georgia Bresciaová           | Alice Balducciová Claudia Giovineová           | 4–6, 6–2, [10–7]    |
| 21. | duben 2016    | Šarm aš-Šajch, Egypt          | 10 000    | tvrdý     | Samantha Murrayová           | Ola Abou Zekryová Jaqueline Cristianová        | 6–3, 6–2            |
| 22. | květen 2016   | Šarm aš-Šajch, Egypt          | 10 000    | tvrdý     | Samantha Murrayová           | Nidhi Čilumulová Rišika Sunkarová              | 3–6, 6–2, [10–1]    |
| 23. | srpen 2016    | Târgu Jiu, Rumunsko           | 10 000    | antuka    | Jaqueline Cristianová        | Julieta Estableová Daniela Farfanová           | 6–7(5), 6–0, [10–5] |
| 24. | srpen 2016    | Šarm aš-Šajch, Egypt          | 10 000    | tvrdý     | Ana Veselinovićová           | Berfu Cengizová Drutí Tatačar Venugopalová     | 7–6(4), 1–6, [10–5] |
| 25. | listopad 2016 | Heráklion, Řecko              | 10 000    | tvrdý     | Manon Arcangioliová          | Emilie Francatiová Sarah Beth Greyová          | 6–4, 6–2            |
| 26. | leden 2017    | Hammámet, Tunisko             | 15 000    | antuka    | Laura Pigossiová             | Victoria Munteanová Sun Sü-liou                | 6–3, 4–6, [10–5]    |
| 27. | květen 2017   | Akko, Izrael                  | 15 000    | tvrdý     | Vlada Ekšibarová             | Shelly Krolická Maja Tahanová                  | 6–4, 6–3            |
| 28. | červenec 2018 | Versmold, Německo             | 60 000    | antuka    | Pemra Özgenová               | Olga Danilovićová Nina Stojanovićová           | 1–6, 6–2, [10–4]    |
| 29. | červenec 2018 | Darmstadt, Německo            | 25 000    | antuka    | Martina Colmegnová           | Romy Kölzerová Aymet Uzcáteguiová              | 6–4, 3–6, [10–6]    |
| 30. | říjen 2018    | Riba-roja de Túria, Španělsko | 25 000    | antuka    | Aliona Bolsovová             | Marina Bassols Riberová Ángela Fita Boludová   | 6–2, 6–2            |
| 31. | duben 2019    | Káhira, Egypt                 | 15 000    | antuka    | Melanie Klaffnerová          | Júlia Konishi Camargo Silvaová Kaťa Malikovová | 6–3, 6–1            |
| 32. | duben 2019    | Káhira, Egypt                 | 15 000    | antuka    | Simona Waltertová            | Majar Šarífová Rana Šarífová Ahmedová          | 6–3, 6–2            |
| 33. | září 2019     | Frýdek-Místek, Česko          | 25 000    | antuka    | Lea Boškovićová              | Oana Georgeta Simionová Julia Wachaczyková     | 6–3, 6–2            |
| 34. | říjen 2021    | Loulé, Portugalsko            | 25 000    | tvrdý     | Natalija Stevanovićová       | Francisca Jorgeová Matilde Jorgeová            | 6–2, 7–5            |
| 35. | červen 2022   | Caserta, Itálie               | W60       | antuka    | Camilla Rosatellová          | Francisca Jorgeová Matilde Jorgeová            | 4–6, 6–2, [10–6]    |
| 36. | únor 2023     | Ciudad de México, Mexiko      | W40       | tvrdý     | Raluca Șerbanová             | Yuliana Lizarazová María Paulina Pérezová      | 3–6, 6–4, [10–4]    |
| 37. | březen 2024   | Alaminos, Kypr                | W35       | antuka    | Franciesca Curmiová          | Leonie Küngová Eliz Maloneyová                 | 6–3, 6–2            |
| 38. | červen 2024   | Caserta, Itálie               | W75       | antuka    | Yuliana Lizarazová           | Ali Collinsová María Paulina Pérezová          | 4–6, 6–3, [10–3]    |